# 그리이스 벤즈

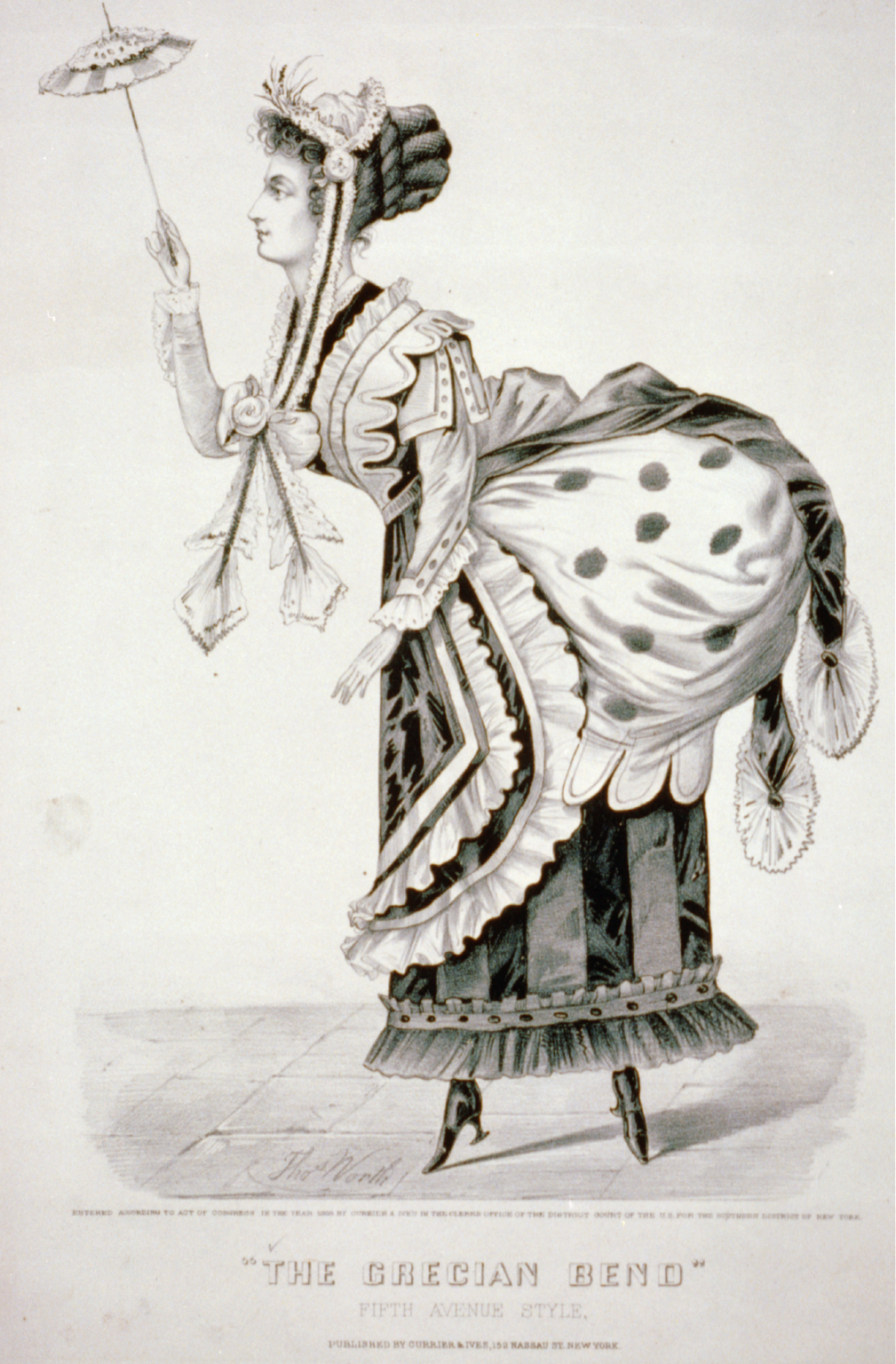
그리이스 벤즈

그리이스 벤즈(Grecian bend)는 1968년경 영국에서 여성들 사이에서 유행했던 상체를 조금 앞으로 선 자세를 말한다. 대중음악으로도 나왔다.